# Alexis Jenni
Pour les articles homonymes, voir Jenni.
Œuvres principales
- L'Art français de la guerre (2011)
- La Conquête des îles de la Terre Ferme (2017)

Alexis Jenni, né le 24 avril 1963 à Lyon, est un écrivain français.
Il reçoit le prix Goncourt 2011 pour son premier roman publié, L'Art français de la guerre.

## Biographie

### Jeunesse
Alexis Jenni passe son enfance et suit sa scolarité à Belley, dans la région du Bugey, dans l'Ain. Enfant, il se passionne pour la littérature, en écrivant des histoires dès l'âge de huit ans, et pour la biologie, en rêvant de planter des arbres dans le désert.

### Formation et débuts d'enseignant
Après un baccalauréat D (mathématiques et sciences naturelles) en 1981, il passe avec succès le concours de l'agrégation en 1989.
Il exerce d'abord comme professeur de sciences de la vie et de la Terre au lycée Saint-Marc de Lyon.

### Premier roman et prix Goncourt
Son premier roman publié, L'Art français de la guerre, figure dans la première sélection du prix Médicis, le 12 septembre 2011, ainsi que dans celle annoncée le 15 septembre 2011 pour le prix Femina. Le roman reçoit finalement le prix Goncourt le 2 novembre 2011.
Le livre est accueilli le plus souvent de façon élogieuse. Des réactions réservées, voire hostiles, sont néanmoins enregistrées ; dans Les Inrockuptibles, Nelly Kaprièlian écrit par exemple : « Ce Goncourt 2011, l'avènement du toc contre la littérature. »

## Œuvres

### Romans
- 2011 : L'Art français de la guerre, Gallimard, Paris
- 2015 : La Nuit de Walenhammes, Gallimard, Paris
- 2017 : La Conquête des îles de la Terre Ferme, Gallimard, Paris
- 2019 : Féroces Infirmes, Gallimard, Paris
- 2021 : La beauté dure toujours, Gallimard, Paris, 260 p.  (ISBN 978-2-07-29-4011-8)

### Essais
- 2013 : Le Monde au XXIIe siècle, utopie pour après demain, Presses universitaires de France, Paris
- 2014 : Son visage et le tien, Albin Michel, Paris
- 2016 : Dans l'attente de toi, L'Iconoclaste, Paris  (ISBN 979-10-95438-19-9)
- 2017 : Femmes d'ici, cuisines d'ailleurs, Albin Michel, Paris
- 2018 : Vertus de l'imperfection, Bayard, Paris
- 2019 : Prendre la parole, Du Sonneur, Paris
- 2021 : Parmi les arbres : essai de vie commune, Actes Sud, Arles
- 2022 : Cette planète n'est pas très sûre : histoire des six grandes extinctions, HumenSciences, Paris
- 2024 : Le cerveau, qu'est-ce que ça change ?, Labor et Fides, Genève

### Biographies
- 2013 : Élucidations : 50 anecdotes, Gallimard, Paris — écrits autobiographiques
- 2020 : J'aurais pu devenir millionnaire, j'ai choisi d'être vagabond, Paulsen, Paris — biographie de John Muir
- 2020 : La Vie à pleine main, Albin Michel, Paris — avec le cuisinier Grégory Cuilleron
- 2022 : Le Passeport de Monsieur Nansen, Paulsen
- 2024 : Un naturaliste sur le toit de la forêt - Francis Hallé raconté par Alexis Jenni, Paulsen

### Histoire
- 2014 : Jour de guerre : reliefs de 1914-1918, éditions du Toucan, Paris
- 2016 : Les Mémoires dangereuses, Albin Michel, Paris — avec l'historien Benjamin Stora
- 2018 : Armistice, Gallimard, Paris — ouvrage collectif

### Spiritualité
- 2014 : Évangile selon Jean, Editions de Corlevour, Paris — avec Laurence Plazenet et Alain Marchadour
- 2016 : Ce qu'ils m'ont dit de Dieu (de Bertrand Revillion), éditions Mediaspaul, Paris — préface de l'ouvrage
- 2017 : Une vie simple, Albin Michel, Paris — avec Nathalie Sarthou-Lajus

### Littérature jeunesse
- 2015 : Le dessin d'ELA, Futuropolis, Paris — ouvrage collectif au profit de l'association ELA
- 2017 : La Graine et le Fruit, La joie de lire éditions, Paris — avec l'illustrateur Tom Tirabosco

## Sur quelques œuvres

### La Conquête des îles de la Terre Ferme(2017)
Témoignage à la première personne d'un fils de nobliau, hidalgo pauvre, d'Estrémadure, le livre donne la parole à Juan de Luna, meilleur lecteur que bretteur, placé par son père auprès de son frère, bibliothécaire d'un couvent, où il lui fait lire, en plus des livres religieux, toute une série d'œuvres de chevalerie dont Amadis de Gaule (1508).
Le beau jeune moine, renommé Innocent, devient confesseur, surtout d'une dame, Iona Elvira, qui au fil des confessions quotidiennes murmurées s'amourache de lui et l'entraîne à Séville, à la suite du mari. Quand elle s'en lasse, le mari lui conseille de rejoindre au plus vite Cuba. Il devient le secrétaire de Cortès, et ainsi, avec Amador et Andrès, compagnons de la traversée de Séville à Cuba, un proche de l'élite dirigeante de Cuba.
Il participe à l'expédition de Cortès au Mexique (« les îles de la Terre Ferme »), qui mène à l'empereur Moctezuma et à la chute de l'Empire aztèque. Bien plus tard, paraît un nouveau Juan de Luna, enfant d'une nouvelle Elvira.
Personnages annexes : 
- compagnons permanents (de fiction) : Amador de Gibraltar, nain et fabuleux conteur, et Andrès de la Tovilla,
- Diego Velázquez de Cuéllar (1465-1524), gouverneur de Cuba,
- Hernán Cortés (1485-1547), Doña Marina ou La Malinche (1496c-1529c),
- Francisco Hernández de Córdoba (1475-1517), Juan de Grijalva (1490-1527), Pedro de Alvarado (1485-1541), Pánfilo de Narváez...
- Francisco de Moreja, Cristobal de Olid, Alonso de Avila, Diego de Ordaz, Anton Alaminos, Almador de Lares, Andres de Duro...

Parmi les modèles (partiels) du personnage principal figurent Francisco López de Gómara (1510-1566), auteur d'une Histoire de la Conquête du Mexique (1542-1547) et d'une Historia general de las Indias (1552), et chapelain tardif de Cortés, mais aussi Bernal Díaz del Castillo (1492c-1584), auteur de l’Historia verdadera de la conquista de la Nueva España (1553-1568).

### La Beauté dure toujours(2021)
Le roman entrelace trois voix : Noé, la cinquantaine, dessinateur, en atelier à domicile en plein chaos créatif, séparé, avec expositions et galeriste(s) ; Felice, à peine moins âgée, juriste (agence, bureau, dossiers, plaidoiries), divorcée ou séparée d'un mari radiologue, mère d'un garçon ; Le Narrateur, cismâle blanc de plus de cinquante ans, avec ses relations (éditeur, collègues écrivains, et personnages romanesques), renonçant. Il essaie d'écrire sur le grand amour, la passion dans la durée, dialogue avec son ami Noé, sur les dix années de vie commune (Noé-Felice), depuis leur rencontre (sous le patronage de Newton et Épicure), « à l'âge des perfections atteintes et des renoncements heureux » (p. 75) : les corps parlent.

## Distinctions

### Récompenses
- 2011 : Prix Goncourt pour le roman L'Art français de la guerre.
- 2015 : Prix spiritualités d'aujourd'hui pour l'essai Son visage et le tien.
- 2018 : Prix du roman historique (Festival Les Rendez-vous de l'histoire de Blois) pour le roman La Conquête des îles de la Terre Ferme.